# Adam Wainwright
Adam Parrish Wainwright (30 de agosto de 1981) es un ex-lanzador de béisbol profesional y cantante estadounidense que jugó para los St. Louis Cardinals de las Grandes Ligas. Es apodado Waino o Tío Charlie. Invitado a tres Juego de Estrellas y ganador de dos Guantes de Oro y un Bate de Plata, Wainwright formó parte del equipo campeón de los St. Louis Cardinals en la Serie Mundial de béisbol de 2006.
En 2014, Wainwright se convirtió en el primer lanzador en la historia de las Grandes Ligas en completar nueve de sus primeras 18 aperturas con siete entradas lanzadas y sin carreras permitidas. En su carrera, Wainwright ganó exactamente 200 juegos, tres selecciones All-Star, dos premios Rawlings Gold Glove y terminó entre los tres primeros en la votación del premio Cy Young cuatro veces.
Con 2202 ponches en su carrera hasta la temporada 2022, Wainwright ocupa el segundo lugar detrás de Bob Gibson con (3117) en la historia de la franquicia de los Cardinals en ponches.

## Carrera profesional

### St. Louis Cardinals
Wainwright fue seleccionado en la primera ronda (selección 29) del draft de 2000 por los Bravos de Atlanta. El 13 de diciembre de 2003, fue transferido a los Cardenales de San Luis con motivo de un intercambio que implicó varios jugadores. Los Bravos enviaron a un trío de lanzadores (Wainwright, Jason Marquis y Ray King) a San Luis a cambio del jardinero J. D. Drew y del jardinero-receptor Eli Marrero.
Wainwright debutó en las Grandes Ligas el 11 de septiembre de 2005 con los Cardenales, y participó en dos juegos al final de la temporada. Los Cardenales lo utilizaron como relevista en 61 partidos durante la temporada 2006, en la cual registró efectividad de 3.12 en 75 entradas lanzadas y obtuvo sus primeras dos victorias y una derrota junto a tres salvamentos, además de conectar un jonrón en su primer turno al bate. Participó en la Serie Mundial de béisbol de 2006, quedando campeón con los Cardenales. Durante la serie final entre San Luis y los Tigres de Detroit, Wainwright participó como lanzador de relevo en tres de cinco partidos. No concedió carreras al oponente en tres entradas lanzadas y fue el lanzador ganador en el cuarto encuentro.
Miembro de la rotación de abridores de los Cardenales a partir de 2007, Wainwright inició 32 partidos en su primera temporada en el nuevo papel, ganando 14 juegos contra 12 derrotas. En 2008, ganó 11 juegos y solo fue derrotado en tres ocasiones. Bajó su promedio de carreras limpias, que pasó de 3.70 (en 2007) a 3.20. El 10 de agosto lanzó el primer juego completo de su carrera, en la victoria sobre los Dodgers de Los Ángeles.
En 2009, fue colíder de victorias en las Grandes Ligas con 19. Solo perdió ocho encuentros y registró una excelente efectividad de 2.63 con 212 ponches, la cuarta mejor de la Liga Nacional. Sucedió a Greg Maddux como el ganador del Guante de Oro como lanzador en la Liga Nacional. Por primera vez fue considerado en la votación para el premio Cy Young, terminando tercero en la votación por detrás del ganador Tim Lincecum de los Gigantes de San Francisco y de su compañero de equipo Chris Carpenter. En la postemporada, hizo una salida brillante en el segundo duelo entre los Cardenales y los Dodgers de Los Ángeles. Salió del juego después de haber permitido sólo tres hits y una carrera al oponente en ocho entradas, pero el relevo no cumplió con su trabajo y San Luis cargó con la derrota.

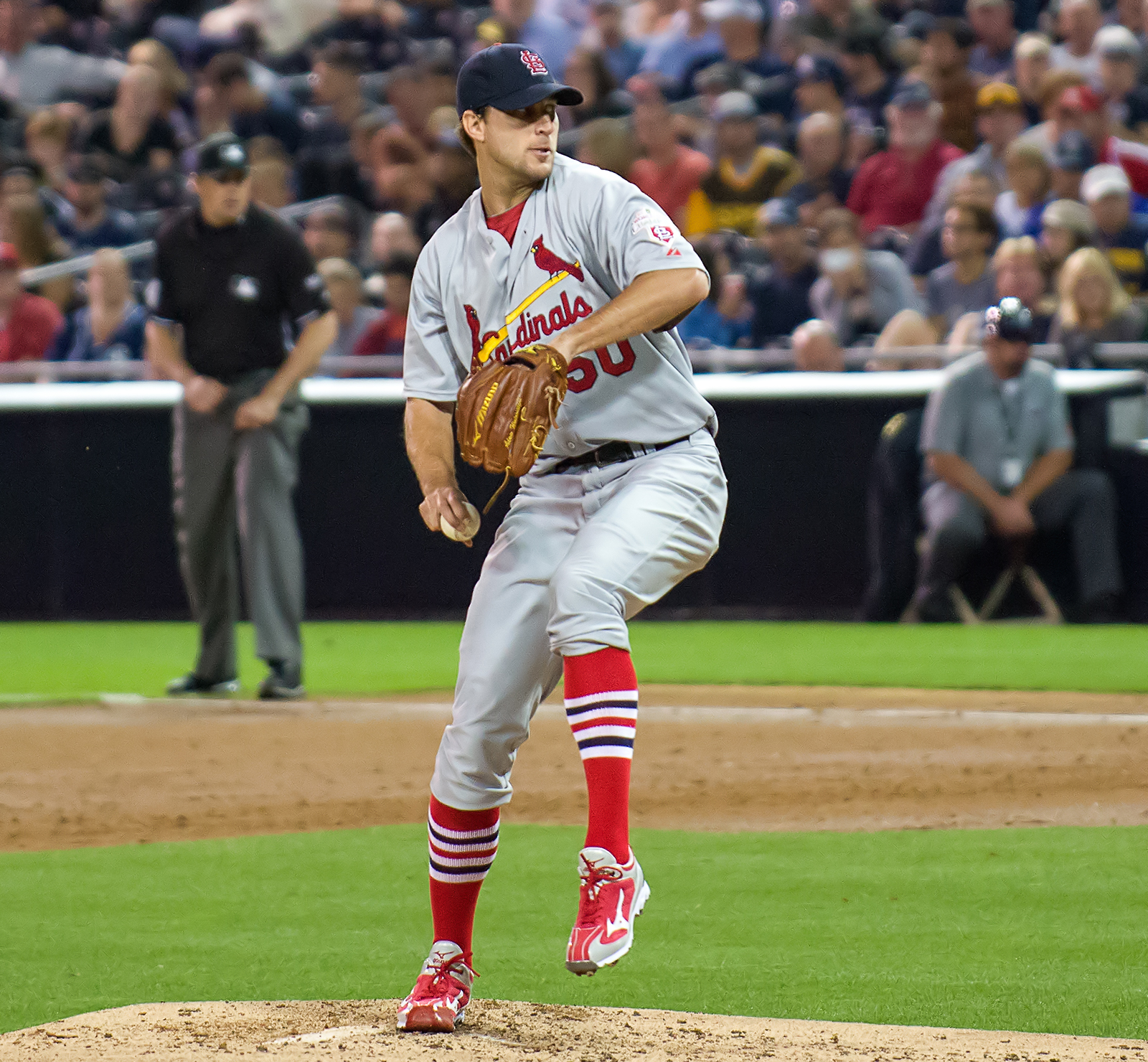
Wainwright lanzando con los Cardenales de San Luis.

En 2010, por primera vez en su carrera Wainwright alcanzó la marca de 20 victorias en una temporada. Fue derrotado en 11 oportunidades y redujo su efectividad a 2.42, el segundo mejor en la Liga Nacional después de Josh Johnson de los Marlins de Florida y el cuarto mejor en el béisbol. Fue cuarto en la Liga Nacional con 213 ponches, y logró cinco juegos completos y dos blanqueadas. El 4 de junio en St. Louis, obtuvo la primera blanqueada de su carrera en un juego donde otorgó solo dos hits y una base por bolas a los bateadores de los Cerveceros de Milwaukee. Después de tomar el tercer lugar en la votación para el premio Cy Young en 2009, terminó segundo en la votación en el 2010 detrás de Roy Halladay, quien fue una elección unánime para este premio.
En febrero de 2011, los Cardenales anunciaron que Wainwright necesitaba someterse a una operación Tommy John para reemplazar el ligamento colateral cubital en el codo derecho. La rehabilitación debía durar de 12 a 15 meses, lo que le obligó a perderse toda la temporada 2011.
De vuelta a la lomita en 2012, Wainwright jugó toda la temporada sin que su lesión volviera a molestar. En 32 aperturas y 198 entradas lanzados registró efectividad de 3.94 con 14 victorias, 13 derrotas y 184 ponches. De regreso a la postemporada, realizó dos aperturas laboriosas en la Serie Divisional, permitiendo siete carreras limpias y 13 hits a los Nacionales de Washington en ocho entradas, pero en ambos juegos se fue sin decisión. Sin embargo, tuvo un buen rendimiento para una victoria sobre los Gigantes de San Francisco en el cuarto partido de la Serie de Campeonato de la Liga Nacional.
A finales de marzo de 2013, Wainwright firmó una extensión de contrato de cinco años por $97.5 millones con los Cardenales, vinculándolo a la franquicia hasta 2018. Con una efectividad de 1.77 en 45 entradas lanzadas en junio de 2013, Wainwright fue elegido lanzador del mes de la Liga Nacional. Fue invitado al Juego de Estrellas en el 2013, pero no participó debido a lanzar dos días antes. Terminó segundo detrás de Clayton Kershaw, de los Dodgers de Los Ángeles, en la votación para el premio Cy Young. Fue el líder de la Liga Nacional durante la temporada regular con 19 victorias contra 9 derrotas, la segunda vez que lidera la liga en juegos ganados. Sus 241 entradas lanzadas y 34 salidas representaron marcas en las mayores en 2013. Fue líder de las dos ligas en juegos completos (5) y de la Liga Nacional en blanqueadas (2). Su efectividad se sitúo en 2,94 y logró su mejor marca personal de 219 ponches, el tercer total más alto de la Liga Nacional. Sus cualidades defensivas son recompensadas con un segundo Guante de Oro después de haber ganado en 2009. Wainwright realizó cinco aperturas en la postemporada, que terminó con un título de la Liga Nacional para los Cardenales, pero una derrota en la Serie Mundial de 2013 a manos de los Medias Rojas de Boston.
Wainwright fue el lanzador abridor del equipo de la Liga Nacional en el Juego de las Estrellas de 2014, la tercera vez que participa en su carrera. Permitió tres carreras a las estrellas de la Liga Americana al inicio del juego, producto de un triple de Mike Trout y un jonrón de dos carreras de Miguel Cabrera, pero en última instancia se fue sin decisión. Uno de los mejores lanzadores de la Liga Nacional en 2014, Wainwright fue el tercero mejor en efectividad, tercero en WHIP, segundo con 20 victorias, primero con 3 blanqueadas y segundo con 5 juegos completos.
El 26 de abril de 2015, Wainwright se lesionó el tendón de Aquiles izquierdo durante una aparición en el plato contra los Cerveceros de Milwaukee. Después de las pruebas, se estimó que se perdería toda la temporada 2015. Su recuperación se desarrolló mejor de lo esperado y Wainwright volvió a jugar el 30 de septiembre de 2015 como relevista en un partido contra Pittsburgh.
En 2016, Wainwright fue el abridor del Día Inaugural por quinta vez en su carrera, donde cargó con la derrota ante Francisco Liriano y los Piratas de Pittsburgh. En sus primeras 16 aperturas de la temporada tuvo un bajo rendimiento, acumulando efectividad de 5.04. Sin embargo, culminó la campaña con marca de 13-9 y efectividad de 4.62, mientras que con 18 carreras impulsadas se convirtió en el lanzador con mayor cantidad desde que Ferguson Jenkins impulsó 20 para los Cachorros de Chicago en 1971.
En 2017, Wainwright registró marca de 12-5 con efectividad de 5.11 en 24 juegos, la más alta en su carrera como lanzador abridor. Sin embargo, a la ofensiva registró promedio de .262 con dos jonrones y 11 impulsadas, además de un promedio de .462 con corredores en posición de anotar una carrera, por lo que fue premiado con el Bate de Plata de la posición de lanzador.
En 2018, Wainwright inició la temporada en la lista de incapacitados de 10 días con un esguince en el muslo izquierdo. Fue activado el 5 de abril, pero el 22 de abril fue colocado en la lista de lesionados una vez más por una inflamación del codo derecho. Se activó nuevamente el 13 de mayo y fue el lanzador abridor ese mismo día contra los Padres de San Diego, donde permitió dos carreras y otorgó seis bases por bolas en 2 1⁄3 entradas, cargando con la derrota por marcador de 5-3. Dos días después, el 15 de mayo, fue colocado nuevamente en la lista de lesionados de 10 días y posteriormente fue transferido a la lista de 60 días el 17 de mayo. Regresó al equipo en el mes de septiembre, y finalizó la temporada con marca de 2-4 y 4.46 de efectividad en ocho juegos. El 11 de octubre de 2018, Wainwright firmó una extensión de contrato con los Cardenales para la temporada 2019, la 15° de su carrera con el equipo.
El 24 de abril de 2019, Wainwright obtuvo su victoria número 150 en un juego ganado por 5-2 contra los Cerveceros. En 31 aperturas durante la temporada regular, tuvo marca de 14-10 con efectividad de 4.19, ponchando a 153 en 171 2⁄3 entradas. En la postemporada de 2019, Wainwright ponchó a 19 bateadores en 16 2⁄3 entradas y tuvo una efectividad de 1.62.
El 12 de noviembre de 2019, Wainwright y los Cardenales nuevamente acordaron un contrato de un año para la temporada 2020, la cual fue acortada por la pandemia de COVID-19 y donde registró una marca de 5-3 con 3.15 de efectividad en 10 aperturas.
El 28 de enero de 2021, Wainwright firmó un contrato de $8 millones por un año para quedarse con los Cardenales. El 3 de septiembre, inició contra los Cerveceros con su compañero receptor Yadier Molina, marcando su apertura número 300 como batería, convirtiéndose en la cuarta batería en la historia de la MLB en hacer 300 aperturas. Los Cardenales ganaron el juego 15–4, con Wainwright obteniendo la victoria. Mientras se enfrentaba a los Cerveceros de Milwaukee el 23 de septiembre, Wainwright registró el ponche número 2000 de su carrera contra Luis Urías, convirtiéndose en el segundo lanzador en la historia de la franquicia junto a Bob Gibson en alcanzar el hito. Estadísticamente para 2021, Wainwright tuvo su mejor temporada desde 2014, con marca de 17–7 con efectividad de 3.05 y 174 ponches en 206 1⁄3 entradas.
El 4 de octubre de 2021, Wainwright y los Cardenales acordaron un contrato de un año y $17,5 millones para la temporada 2022. El 15 de mayo de 2022, Wainwright y Molina hicieron historia al reclamar su victoria número 203 juntos, convirtiéndose en la batería más exitosa en la historia de la MLB. Más tarde esa temporada, el 14 de septiembre, Wainwright y Molina establecieron otro récord de la MLB al comenzar juntos por 325.ª vez, superando a Mickey Lolich y Bill Freehan de los Tigres de Detroit por la mayor cantidad de aperturas para una batería. Finalizó el año con marca de 11-12 y 3.71 de efectividad en 32 aperturas.
Wainwright anunció que la temporada 2023 sería su última. El 30 de marzo, Wainwright cantó el himno nacional antes del juego inaugural contra los Toronto Blue Jays en el Busch Stadium.  En 21 aperturas para los Cardinals, Wainwright tuvo bastantes problemas, logrando un récord de 5-11 y una efectividad de 7.40 con 55 ponches en 101.0 entradas de trabajo. 
El 18 de septiembre, lanzando en casa contra los Milwaukee Brewers, líderes de la división, ganó su juego número 200, en un emocionante resultado 1-0, lanzando siete entradas sin anotaciones, permitiendo solo cuatro hits concediendo dos boletos y ponchando a tres. Sus 2,202 ponches en su carrera lo convierten en el 66.º lanzador en tener al menos 2,200 ponches. Sus 200 victorias lo convierten en el 122.º lanzador en la historia del béisbol en alcanzar ese hito. Sus 200 victorias, todas con los Cardinals, lo ubican tercero en la historia del equipo, uniéndose a Bob Gibson (251) y Jesse Haines (210). 
El 29 de septiembre, en casa, bateó por primera vez desde el 6 de octubre de 2021. En la sexta entrada, cuando el equipo perdía 14-2, entró como bateador emergente en lugar del bateador designado Luken Baker . En el segundo lanzamiento, bateó con fuerza hacia la segunda base. Fue su único turno al bate esa noche.
A lo largo de su carrera, conectó 10 jonrones, 75 carreras impulsadas y un promedio de bateo de .192. Tiene cinco temporadas bateando por encima de .200. Y defensivamente, registró un porcentaje de fildeo de .982 , con solo 10 errores en 569 oportunidades totales , lo que fue 26 puntos más alto que el promedio de la liga en su posición.

## Discografía
En diciembre de 2023, estrenó su sencillo titulado "Time To Fly" y en 2024 estrenó su sencillo "Hey Y'all" como promocional de su álbum titulado con el mismo nombre.